# Urania (revue)
Pour les articles homonymes, voir Urania.
Urania est un magazine féministe britannique indépendant et radical diffusé entre 1916 et 1940 fondé par Eva Gore-Booth, Esther Roper et Irene Clyde.

## Historique
De nombreuses rédactrices du journal étaient connectées par l'intermédiaire de l'Union Aëthnic, un groupe révolutionnaire féministe de courte durée formé en 1911.
Urania est un journal radical qui a contribué à ouvrir les débats autour du genre et de la sexualité à l’ère de la lutte pour le suffrage féminin au Royaume-Uni. Le magazine est devenu une source de référence pour documenter et soutenir les progrès du mouvement féministe de la première vague. Son objectif est notamment de promouvoir l'élimination de la glorification du mariage hétérosexuel et les distinctions fondées sur le sexe et le genre. Chaque numéro comportait la déclaration suivante en en-tête : « Il n'y a pas d'« hommes » ou de « femmes » en Uranie. La philosophie radicale dite uranienne du magazine : « Sex is an Accident »,  était une phrase fréquemment utilisée dans le journal et inventée par Eva Gore-Booth. L’écrivaine est considérée comme la figure principale et la fondatrice de la revue, car la ligne éditoriale reste fortement liée aux convictions féministes qu’elle défend à travers sa poésie,.
L'intention d'Urania était de défier les stéréotypes de genre et de faire avancer l'abolition du genre.
Les militantes Eva Gore-Booth, Esther Roper et Irene Clyde réunissent une équipe d'auteurs et autrices pour éditer le titre de manière indépendante. En 1911, elles établissent des connexions avec un groupe féministe révolutionnaire connu sous le nom d'Aëthnic Union.

## Composition
Urania est traditionnellement composé de huit à seize pages mêlant des textes originaux, des poèmes, des articles réimprimés provenant d'autres journaux et périodiques du monde entier (notamment le Japon), des biographies, des autobiographies, des extraits et rapports sur les changements de sexe, les méthodes scientifiques en cours ou encore des récits de femmes homosexuelles à travers l'histoire. Ces publications souhaitent remettre en cause les normes de genre de la société,. Entre autres contenus, la revue a publié des articles sur les mouvements féministes à travers le monde et a compilé des informations sur les chirurgies de réattribution sexuelles réussies.
Urania surveille les taux de natalité et de mariage dans le monde entier et choisit de célébrer la chute de ces taux. La revue favorise l’idée que l’amour entre personnes de même sexe est l’idéal, en particulier entre les femmes, et qu’il est de nature spirituelle plutôt que physique. Tout au long de ces débats Eva Gore-Booth est citée comme une source d'inspiration. Ses textes ont servi de référence à des ouvrages traitant de ces questions,.
Le titre de presse est parfois ponctué par les analyses et commentaires politiques d’Irène Clyde. La ligne éditoriale défend une nouvelle mouvance féministe révolutionnaire faisant la promotion de la paix, de l’égalité et de l’élimination des distinctions fondées sur le sexe. Urania se démarque d'un féminisme qui se concentre uniquement sur le vote des femmes et le soutien à la guerre,,.

## Diffusion
La revue est diffusée privée dans le monde entier pendant ses 24 ans d'existence. Une note des distributeurs à la fin de chaque édition indiquait «Urania n'est pas publiée, ni offerte au public, mais [...] peut être possédée par des amis.». Les éditeurs d'Urania ont délibérément favorisé un réseau informel de sympathisantes et sympathisants, encourageant les lecteurs et lectrices à envoyer leurs noms à un registre. La revue prétendait avoir un tirage d'environ 250 exemplaires.